# Берёзовский сельсовет (Солонешенский район)
Берёзовский сельсовет — муниципальное образование со статусом сельского поселения и административно-территориальное образование в Солонешенском районе Алтайского края России. Административный центр — село Берёзовка.

## Демография
По результатам Всероссийской переписи населения 2010 года, численность населения муниципального образования составила 925 человек, в том числе 467 мужчин и 458 женщин. Оценка Росстата на 1 января 2012 года — 901 человек.

## Населённые пункты
В состав сельского поселения входит 3 населённых пункта:
- село Берёзовка,
- посёлок Калининский,
- село Юртное.